# Eusebio Rodolfo Cordón Cea
Eusebio Rodolfo Cordón Cea (16 décembre 1899 – 9 janvier 1966) est président par intérim du Salvador entre le 25 janvier et le 1er juillet 1962. 
Il est président de l'Assemblée législative du Salvador en 1962. 